# Тріалетійська культура

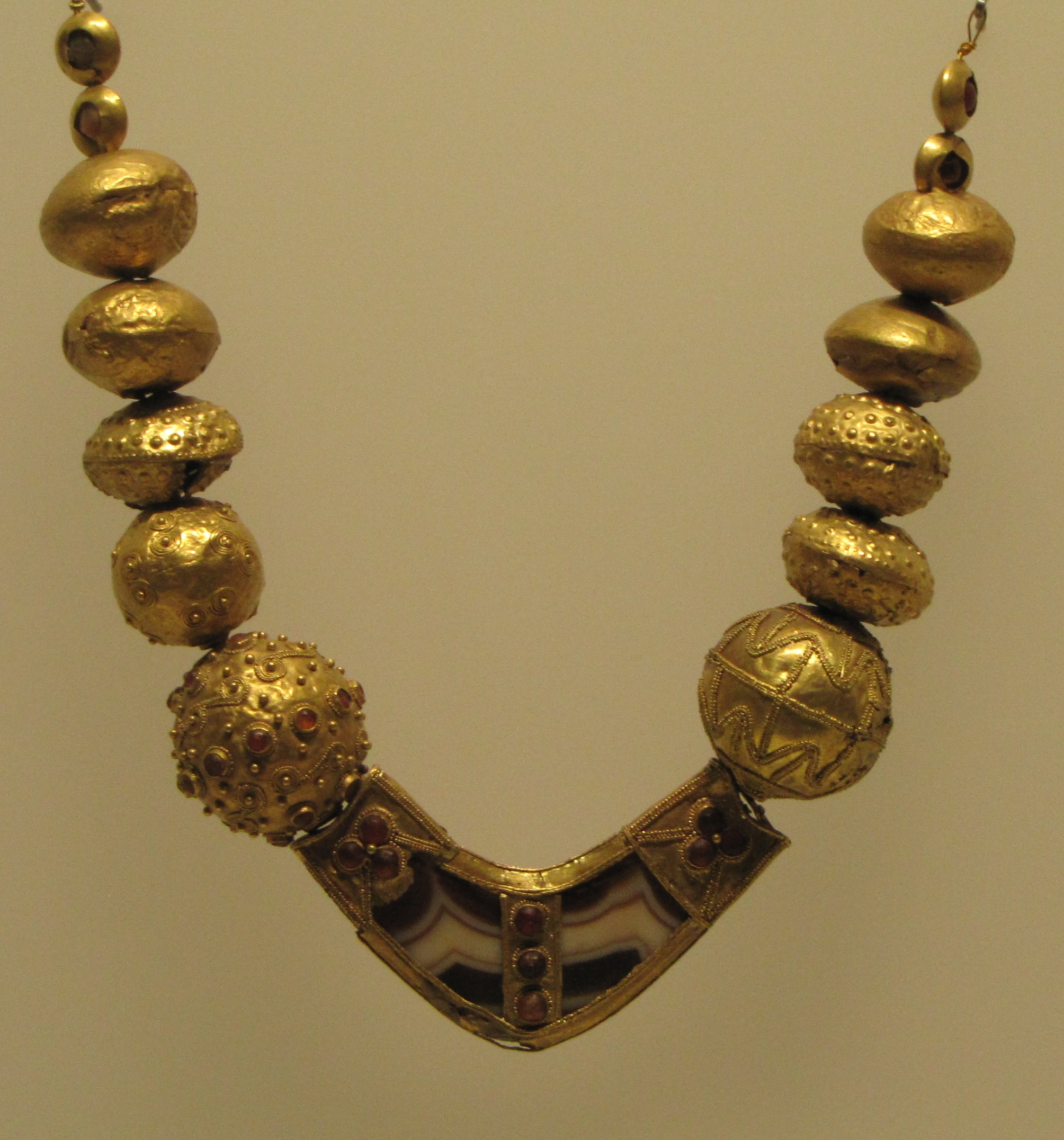
Намисто з Тріалеті; 2000-1500 роки до Р.Х.; золото, агат й карнеол. Грузинський національний музей

Тріалетійська культура або Тріалеті-Ванадзорська культура — археологічна культура у Закавказзі (Грузія, Вірменія) відноситься до бронзової доби (в основному перша половина 2 тис. до Р.Х.). Вона виникла після кура-аракської культури.
Тріалетійські кургани, за словами академіка Бориса Піотровського, «донесли до нас вигляд стародавньої культури, повної своєрідності і небувалого досі варварського пишноти».

## Загальні відомості

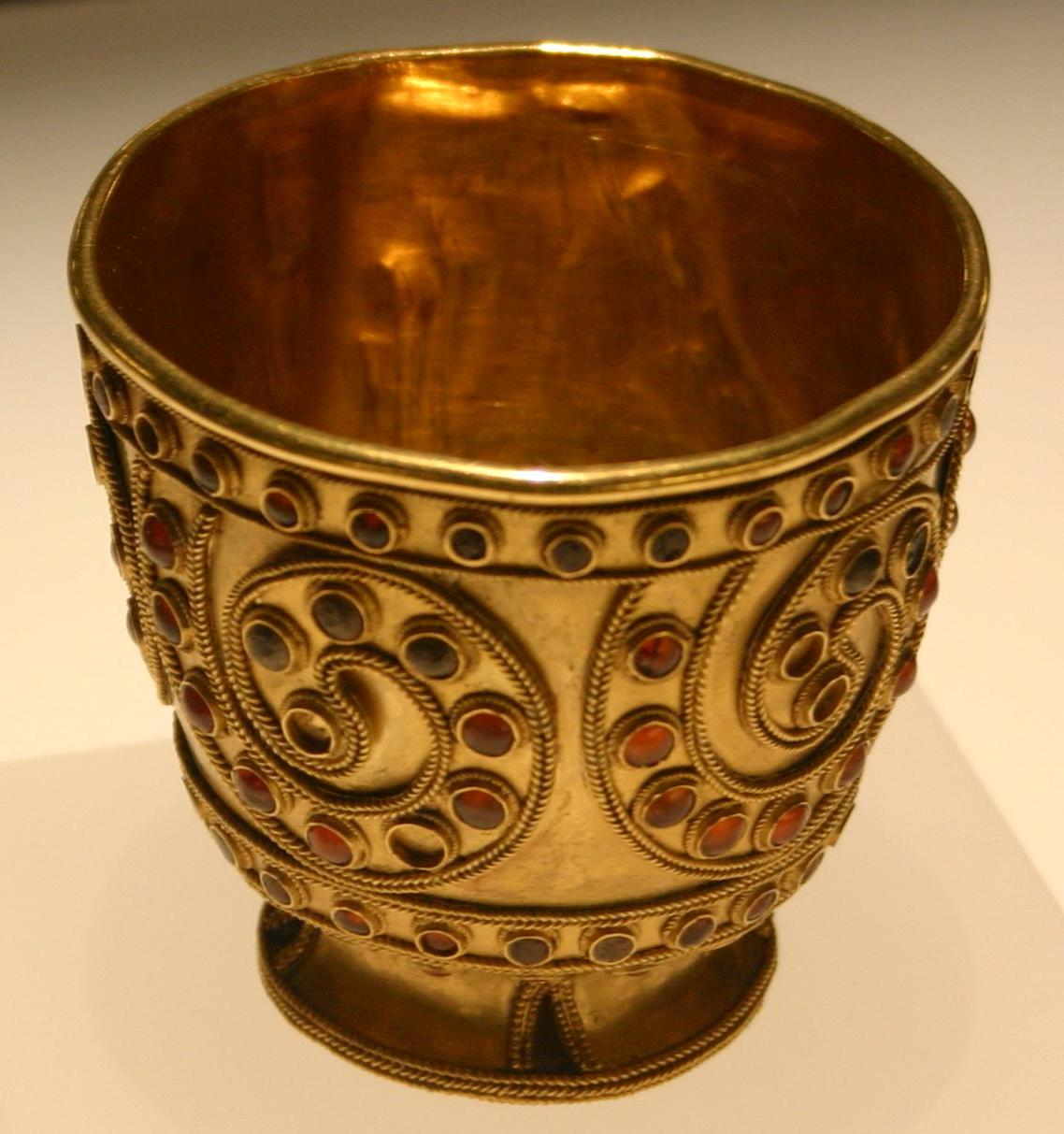
Золотий кубок тріалетської культури

Культура відкрита у 1936-1940 й 1947 експедицією Державного музею Грузії під керівництвом Б. О. Куфтіна на території історичної області Тріалеті.
Тріалетійська культура виділена за виявленими найбагатшими похованнями у групі великих курганів, у яких були багаті поховання вождів (ямні, без'ямні, з «поховальними залами»). Висота курганів сягала 10-15 метрів, а діаметр — близько 100 метрів.
У центрі одного кургану було влаштовано велика поховальна зала з рештками колісниці, з висотою деяких залів сягала 6 метрів, а площа — 150 м2.
Ймовірно, прах вождів містився на колісниці посередині кургану. Уздовж стін поховальних залів виявлені великі глиняні посудини — лощені, з нарізним й розписним орнаментом.

### Вироби з дорогоцінних металів
Виявлено високохудожні вироби з дорогоцінних металів, що свідчать про високий рівень місцевого ювелірного виробництва й про зв'язки з країнами Передньої й Малої Азії, або про зв'язки з носіями майкопської культури, що була значно давніша й розташовувалася безпосередньо.
Відомими стали такі артефакти: золотий келих й срібний келих (прикрашений двома рельєфними фризами — на нижньому зображена низка оленів, на верхньому складна ритуальна сцена). При цьому в грандіозних поховальних спорудах Марткопі, Бедені й Триалеті майже немає зброї.

### Періодизація
Академік Лордкіпанідзе відносив Триалетську культуру до другої половини III тисячоріччя — першій половині II тисячоріччя й розділяв всі кургани на 3 групи:
- Ранні (ранньобронзова доба)
- Кургани розквіту культури (середньобронзова доба)
- Пізні (кінець середньобронзова доба)

Вважається, що триалетська культура мала ранній, беденський хронологічний етап. Беденські пам'ятки розташовані у Південній Грузії. Але гігантські кургани типу Марткопі вважаються найранніми.
Пізній хронологічний етап називається ванадзор-триалетським.
На території Західної Грузії триалетську культуру змінила колхидська культура.